# Kraj Chabarovsk
De kraj Chabarovsk (Russisch: Хабаровский край; Chabarovski kraj) is een van de krajs in de Russische Federatie. Chabarovsk ligt grotendeels in het lagere stroomgebied van de Amoer, maar omvat ook een groot bergachtig gebied langs de kust van de Zee van Ochotsk. De hoofdstad van de kraj is de gelijknamige stad Chabarovsk.

## Geografie
Met een oppervlakte van 785.730 km² is de kraj ongeveer even groot als Turkije. Kraj Chabarovsk grenst in het noorden aan de oblast Magadan, in het westen aan Jakoetië en de oblast Amoer, en in het zuiden aan China en de kraj Primorje. De Zee van Ochotsk ligt in het oosten.
De vegetatie bestaat uit taiga en toendra in het noorden, moerassige wouden in de centrale laagvlakte, en weelderige bossen in het zuiden.
In het noordelijke deel van de kraj bevindt zich het Kondjor-massief, een cirkelvormig bergmassief waar platina wordt gedolven.
In de Zee van Ochotsk stroomt voor de kust de Noord-Ochotskstroom en in de Golf van Sachalin vertakt in de Limanstroom die via de Tatarensont naar de Japanse Zee stroomt langs de zuidkust van de kraj.

## Economie
De belangrijkste sectoren zijn houtbewerking en visserij, samen met metallurgie in de grote steden, hoewel de eigen voorkomens van mineralen slecht worden benut. Komsomolsk aan de Amoer is het ijzer- en staalcentrum van het Verre Oosten; een pijpleiding uit Sachalin bevoorraadt de aardolieraffinaderijen in de stad Chabarovsk. In de Amoer-laagvlakte worden tarwe en sojabonen geteeld. De hoofdstad Chabarovsk ligt op het punt waar de Trans-Siberische spoorlijn de Amoerrivier kruist.

## Bevolking
Er wonen nog enkele oorspronkelijke Mantsjoe- en Evenkssprekende volkeren in de regio: De Evenken in het noorden en de Mantsjoes ten zuiden van de Amoer. In de Amoerdelta woont verder onder andere het Nivchen-volk (Giljaken), zij leven van de visserij en hebben hun eigen taal.
Hieronder staat de lijst met alle bevolkingsgroepen en het percentage dat de eigen taal nog sprak in 1989 (bron: ).
| Volk                        | Taal                  |
| --------------------------- | --------------------- |
| Russen (86,0%)              | Russisch              |
| Oekraïners (6,21%)          | Oekraïens (39,0%)     |
| Wit-Russen (1,1%)           | Wit-Russisch (29,4%)  |
| Wolga-Tataren (0,97%)       | Tataars (41,1%)       |
| Joden (0,77%)               | Jiddisch (10,3%)      |
| Nanai (0,58%)               | Nanai (45,6%)         |
| Tsjoevasjen (0,24%)         | Tsjoevasjisch (38,1%) |
| Evenken (0,2%)              | Evenks (31,1%)        |
| Oeltsjen (0,15%)            | Oeltsjisch (28,7%)    |
| Kazachen (0,14%)            | Kazachs (69,5%)       |
| Nivchen (Giljaken) (0,13%)  | Nivchs (22,8%)        |
| Evenen (0,11%)              | Eveens (51,4%)        |
| Jakoeten (Jakoetië) (0,09%) | Jakoets (59,0%)       |
| Oedegeïers (0,04%)          | Oedegeïsch (23,0%)    |
| Negidalen (0,03%)           | Negidaals (23,7%)     |
| Orotsjen (0,03%)            | Orotsjisch (11,6%)    |